# Maha Laziri
Maha Laziri (sinh năm 1991) là một nhà hoạt động giáo dục Maroc, người sáng lập tổ chức NGO Teach4Morocco. Năm 2014, Arabian Business xếp thứ 17 trong danh sách 100 phụ nữ Ả Rập quyền lực nhất của họ.